# لودغر ديون
لودغر ديون هو سياسي كندي، ولد في 1 مارس 1888 في تشيستر إست في كندا، وتوفي في 4 يونيو 1962. نشط حزبياً في الحزب الليبرالي الكندي. وقد انتخب عمدة وانتخب عضو مجلس العموم الكندي.